# Nordsehl
Nordsehl is een gemeente in de Duitse deelstaat Nedersaksen. De gemeente maakt deel uit van de Samtgemeinde Niedernwöhren in het Landkreis Schaumburg.
Nordsehl telt 690 inwoners.
De gemeente ligt circa 2 km ten noord-noordwesten van Stadthagen, en direct ten oosten van Niedernwöhren, waar het bestuur van de Samtgemeinde is gevestigd.  Het station en de daaromheen liggende industrieterreinen van Stadthagen liggen direct ten zuiden van Nordsehl.
De Bundesstraße 65 (van west naar oost door Bückeburg, Stadthagen en Bad Nenndorf) loopt enkele kilometers ten zuiden van het dorp langs. Vanaf Station Stadthagen is het dorp met een, weinig frequent rijdende, streekbus bereikbaar.
Het overdekte zwembad van de Samtgemeinde Niedernwöhren, waar de watertemperatuur 30 graden Celsius bedraagt, staat in Nordsehl en heeft de naam Badewonne, letterlijk: Badgenot. Dit is een woordspeling met het Duitse woord Badewanne (badkuip).
Nordsehl ontstond als zogenaamd Hagenhufendorf aan de rand van het in die tijd ontgonnen Dülwald, in het begin van de 13e eeuw. Het is altijd een langgerekt, weinig belangrijk boerendorp geweest; na 1970 zijn er ook mensen met een werkkring in een grotere plaats in de omgeving, woonforensen, gaan wonen.
Zie verder onder:Samtgemeinde Niedernwöhren.
Ahnsen · 
Apelern · 
Auetal · 
Auhagen · 
Bad Eilsen · 
Bad Nenndorf · 
Beckedorf · 
Buchholz · 
Bückeburg · 
Hagenburg · 
Haste · 
Heeßen · 
Helpsen · 
Hespe · 
Heuerßen · 
Hohnhorst · 
Hülsede · 
Lauenau · 
Lauenhagen · 
Lindhorst · 
Lüdersfeld · 
Luhden · 
Meerbeck · 
Messenkamp · 
Niedernwöhren · 
Nienstädt · 
Nordsehl · 
Obernkirchen · 
Pohle · 
Pollhagen · 
Rinteln · 
Rodenberg · 
Sachsenhagen · 
Seggebruch · 
Stadthagen · 
Suthfeld · 
Wiedensahl · 
Wölpinghausen